# Francuska vojna baza u UAE-u
Francuska je u svibnju 2009. godine otvorila svoju vojnu bazu u Hormuškom tjesnacu između Omanskog i Perzijskog zaljeva. Baza se zove "Mirovni kamp" te se nalazi na teritoriju Ujedinjenih Arapskih Emirata, odnosno pokraj Abu Dhabija, glavnog grada Emirata.
Baza je izgrađena s ciljem svojevrsne obrane UAE-a i "zastrašivanja" Irana, jer je francuska baza od iranske obale udaljena svega 255 km. Vojna baza sastoji se od tri dijela:
- vojnog (pješačkog) područja,
- zračne baze namijenjene Francuskom ratnom zrakoplovstvu i
- ratne mornarice.

Zračna baza Al Dhafra otvorena je u listopadu 2008., posadu čini 57 djelatnika, u njoj su smještena tri zrakoplova Mirage 2000-5.
Za vrijeme francuskog predsjednika Jacquesa Chiraca, odbijena je svaka mogućnost izgradnje francuske vojne baze u Emiratima. Zamisao je ostvarena za vrijeme predsjedavanja predsjednika Nicolasa Sarkozyja. Ostvarenje plana bilo je realno jer Francuska u UAE-u ima velik vojno-gospodarski značaj. Tako je primjerice Francuska s Emiratima sklopila ugovor o nuklearnoj energiji, dok zračne snage UAE-a trenutno koriste 68 zrakoplova Dassault Mirage 2000 (od čega je 32 nadograđeno) i 45 helikoptera francuske proizvodnje. Također, i drugi dijelovi emiratske vojske naoružani su francuskim arsenalom, tako da tamošnje kopnene snage koriste tenkove Leclerc.